# Климатске промене у Аустрији
Климатске промене у Аустрији утичу на температуру, временске прилике, екосистеме и биодиверзитет Аустрије. Од 1950. године температуре су порасле за 1,8 °C, а у протеклих 150 година глечери су се топили, изгубивши значајну количину своје запремине. Промењени обрасци падавина, повишене температуре, смањене снежне падавине, отапање глечера и све чешће екстремне временске појаве, као што су суше, очекиване су последице климатских промена. Екосистеми и биодиверзитет у Аустрији се суочавају са променама услед пораста температура и ширења термофилних врста, топлотног и сушног стреса на животиње и биљке, пораста страних и инвазивних врста и пораста патогених организама и ширења болести.
Очекује се да ће аустријска привреда бити значајно погођена последицама климатских промена, што ће довести до трошкова од 4,2 до 5,2 милиона евра годишње до средине века. Чешће и интензивније временске неприлике узрокују све веће трошкове реконструкције и одржавања инфраструктуре. Мање дана са снегом доводи до пада броја туриста који зими долазе, а већи број здравствених проблема везаних за топлоту представља изазов за аустријски здравствени систем.
Да би се суочили са ефектима климатских промена, спроводе се напори ка ублажавању, из различитих праваца. Политичари планирају да остваре климатску неутралност најкасније до 2040. године, наводи се у коалиционом споразуму. Као део Европске уније, Аустрија мора да уложи напоре да постигне циљеве емисије из Европског зеленог договора. Активисти често виде напоре за ублажавање као сувише споре и покушавају да их убрзају користећи петиције, кампање и протесте.

## Ефекат стаклене баште
Према националној енергетској и климатској стратегији Аустрије ради испуњавање захтева Париског споразума, планирано је смањење емисије гасова стаклене баште од 36% до 2030. године у односу на ниво из 2005. Као део Европске уније, Аустрија је у обавези да допринесе климатским циљевима ЕУ о смањењу емисије гасова стаклене баште за 55% до 2030. године у односу на ниво из 1990. године, како је то утврђено Европским зеленим договором. Ради постизања овог циља, предложено је да Аустрија повећа свој циљ смањења емисија на 48% до 2030. године. Поред тога, садашња влада планира да доведе Аустрију до неутралности угљеника (нето нулта емисија) до 2040.
Аустрија је раније емитовала 5,51 милијарду тона СО2 као резултат сагоревања фосилних горива и производње цемента, што доприноси уделу од 0,32% кумулативне глобалне емисије СО2.
У следећој табели приказане су емисије гасова стаклене баште у Аустрији у мегатонама еквивалената СО2 у претходним годинама, у поређењу са укупним емисијама ЕУ27 и емисијом у свету.
| Година | Аустрија (Мт СО2 екв) | ЕУ27 (Мт СО2 екв.) | Свет (Мт СО2 екв.) |
| ------ | --------------------- | ------------------ | ------------------ |
| 1990   | 81.5                  | 4 953              | 32 657             |
| 2000   | 85.5                  | 4 555              | 36 420             |
| 2010   | 91.2                  | 4 298              | 46 372             |
| 2015   | 85.0                  | 3 950              | 49 415             |
| 2018   | 85.4                  | 3 925              | 51 200             |

Доња табела приказује емисије гасова стаклене баште Аустрије у тонама еквивалента СО2 по глави становника у претходним годинама у поређењу са емисијама по глави становника у ЕУ27 и свету.
| Година | Аустрија (т СО2 екв/по глави становника) | ЕУ27 (т СО2 екв/по глави становника) | Свет (т СО2 екв/по глави становника) |
| ------ | ---------------------------------------- | ------------------------------------ | ------------------------------------ |
| 1990   | 10.56                                    | 11.79                                | 6.13                                 |
| 2000   | 10.60                                    | 10.63                                | 5.93                                 |
| 2010   | 10.84                                    | 9.76                                 | 6.67                                 |
| 2015   | 9.79                                     | 8.94                                 | 6.70                                 |
| 2018   | 9.76                                     | 8.86                                 | 6.71                                 |

### Потрошња енергије
Повећана потражња за енергијом у саобраћају и грађевинарству допринела је порасту емисија у последњих неколико година. 28% енергије у Аустрији долази из обновљивих извора, што представља врхунске резултате у овој области, а биогорива и хидроенергија су најважнији обновљиви извори енергије у Аустрији. Нуклеарна енергија није присутна у Аустрији, јер је забрањена аустријским уставом. У складу са својим циљем да до 2040. године буде на нултом нивоу угљеника, Аустрија ради на томе да до 2030. буде потпуно зависна од обновљивих извора енергије – у 2018. овај удео је већ износио 77%. Аустрија је затворила своју последњу електрану на угаљ 2020. и тежи да укине грејање на угаљ и нафту до 2035.
Мере садржане у Националном енергетском и климатском плану Аустрије за постизање енергетских циљева укључују укидање грејања на нафту и угаљ у зградама, забрану грејања нових зграда природним гасом, уградњу фотонапонских инсталација (соларни систем) и проширење примене система такси за угљеник на више сектора.

### Транспорт
Сектор саобраћаја је са 30% емисија у 2019. години  највећи сектор Аустрије који доприноси климатским променама. Од 1990. године емисије у сектору транспорта су порасле за 52% и није било значајног смањења загађења од 2005. Највећа количина емисија везана је за друмски саобраћај, посебно за путничка возила. Проблем је и извоз горива, јер због релативно ниских цена у поређењу са суседним земљама, многи "странци" прелазе границе да би напунили резервоаре аутомобила горивом у Аустрији. Ово је допринело са 25% емисија у сектору транспорта у 2020.
Од 26. октобра 2021. године Федерално министарство за климатску акцију, животну средину, енергију, мобилност, иновације и технологију увело је  климатску карту. Куповина ове карте омогућава коришћење свих средстава јавног превоза у целој земљи у трајању од годину дана.

### Највећи емитери
У наставку је наведен преглед десет највећих емитера СО2 еквивалената регистрованих у Аустрији у оквиру Система за трговину емисијама Европске уније (European Union Emissions Trading System).
| Емитер                     | Верификоване емисије (тоне СО2 е) | Регистрована активност               | Година |
| -------------------------- | --------------------------------- | ------------------------------------ | ------ |
| Voestalpine Linz           | 7 816 077                         | Производња сировог гвожђа или челика | 2018   |
| Hüttenwerk Donawitz        | 2923552                           | Производња сировог гвожђа или челика | 2018   |
| Raffinerie Schwechat       | 2824369                           | Рафинација минералног уља            | 2018   |
| Остријан ерлајнс           | 874529                            | Ваздушни саобраћај                   | 2018   |
| Kraftwerk Simmering        | 817246                            | Сагоревање горива                    | 2018   |
| Fernheizkraftwerk Mellach  | 742168                            | Сагоревање горива                    | 2018   |
| Borealis Agrolinz Melamine | 705651                            | Производња амонијака                 | 2018   |
| Dürnrohr Power Station     | 647794                            | Сагоревање горива                    | 2018   |
| Kraftwerk Donaustadt       | 630614                            | Сагоревање горива                    | 2018   |
| Lafarge Perlmooser         | 601756                            | Производња цементног клинкера        | 2018   |

## Утицаји на природну средину

### Промене температуре
Температуре у Аустрији порасле за 1,8 °C између 1951–2021, од средње температуре од 8,7 °C после 1951. и око 10,5 °C пре 2021. Просечно повећање од 0,12-0,19 °C по деценији десило се између 1909. и 2008. године.
Температуре у Аустрији су порасле 2 до 3 пута брже него у другим деловима северне хемисфере. У 20. веку температуре су порасле за 1,8 °C, са порастом температуре на свим надморским висинама. Четрнаест од 20 најтоплијих година од почетка бележења температуре 1786. и 2019. године биле су у 21. веку. Температуре у Аустрији расту брже у односу на друге делове света, због тога што је Аустрија земља без излаза на море, а вероватно и због кретања суптропског максимума ка северу. Северноатлантска осцилација (НОА) повезана је са повишеним температурама у Алпима.
Климатски модели указују на даље повећање температуре у Аустрији. Крајем 21. века могуће је да би алпске температуре могле порасти за 4-6 °C зими и 3-5 °C лети.
Средња температура у јануару и јулу је -0,6 °C и 20,7 °C у Бечу, главном граду Аустрије. BBC News је објавио четири сценарија повећања температуре у различитим градовима широм света. Најбољи сценарио за Беч имплицира повећање од 3,1 °C у јануару и 2,4 °C у јулу, средње-ниски сценарио 4,3 °C и 3,8 °C, средњи-висок сценарио 4,7 °C и 4,6 °C, а најгори сценарио имплицира повећање од 7,0 °C и 7,2 °C до 2100. године, у поређењу са 1900. Сценарији укључују претпоставке о томе колико се гаса стаклене баште ослобађа у атмосферу. Смањење емисија гасова стаклене баште након врхунца почетком века било би оптимално за Аустрију, међутим неконтролисане емисије би биле субоптималне.

### Падавине
Моделирање је показало, за период између 1990. и 2050. године, повећање падавина од 8% у северним Алпима и 11% у јужним Алпима, а очекује се да ће се летње падавине смањити за 17% у северним Алпима и за 19% у јужним Алпима.
Повећање падавина током зиме значило би интензивне снежне падавине у краћим временским периодима, а самим тим и више снежних лавина.

#### Снег
Очекује се смањење снежних падавина, чак и уз пројектовано повећање зимских падавина, због виших средњих температура. Извесност снега ће бити смањена.
Сезона снежног покривача у Европским Алпима, укључујући еквивалент снежне воде и трајање снежног покривача, процењена је из регионалних експеримената на климатском моделу у оквиру IPCC SRES A1B сценарија емисије. Процена је показала смањење еквивалента снежне воде са 40-80% испод 1500 м до средине века, у поређењу са контролним годинама 1971–2000. Очекује се да ће веће надморске висине бити мање погођене него ниже надморске висине. На 2000 – 2500 м се очекује да ће се еквивалент снежне воде смањити за 10-60% до средине века и за 30-80% на крају века.
Очекује се да ће годишња сезона снежног покривача бити краћа. Мање снежних покривача ће значити мање рефлексије сунчеве светлости, а самим тим и даље загревање земље, доприносећи негативној повратној спрези.

### Водни ресурси
Водна тела у Аустрији покривају 43.000 хектара. Постоји приближно 6000 природно развијених стајаћих водних површина, од којих је 59% имало веома добар статус, а 33% добар статус, у 2014. Аустрија има текуће воде укупне дужине око 31.000 км. У 2019. години процењено је да је удео река у веома добром или добром еколошком статусу испод 40%. У Аустрији се налази 136 водних тела подземних вода, а 2014. године процењено је да су три у лошем хемијском стању, због високе концентрације нитрата.
Укупна годишња потражња за водом износи приближно 3% расположивих водних ресурса, што одговара 2,6 милијарди м³.

#### Глечери
Аустрија има скоро 900 глечера, који се налазе у области највиших планина - Централних Алпа. Попут глобалног повлачења глечера од 1850. године, глечери у Источним Алпима су изгубили 52% своје површине и више од 60% своје масе у последњих 150 година. Глечер Дахштајн се повлачи од 1981. и изгубио је 44 м³ до 2019. Очекује се да ће се глечери смањити на мање од 20% своје тренутне масе до краја века, због пораста температура.

### Екосистеми
Аустрија има разнолик пејзаж, климу и биодиверзитет. Конвергирају се Панонски басен и континентални биогеографски регион. 32% алпског лука налази се у Аустрији, што је највећи део у односу на остале земље.
Алпи, форланди, базени, као и гранитна и гнајсова висораван Боемског масива, представљају главне пределе пејзажа. Процењује се да су екосистеми и биодиверзитет веома осетљиви на будуће утицаје климатских промена. Постоје неке регионалне разлике у томе шта се може очекивати од промена као што су повишене температуре и нови обрасци падавина. Алпски региони са високим уделом ендемских врста су посебно осетљиви на очекиване промене.
Више температуре ће довести до тога да транспирација биљака почиње раније и завршава се касније, што значи да ће се сезона раста продужити. Суше ће бити све чешће и биљке ће бити изложене топлотном стресу како због суше (смањење падавина током лета) тако и због виших средњих температура.

#### Алпски и планински екосистеми
Алпи покривају 60% територије Аустрије и представљају пејзаж који највише доприноси биодиверзитету.
Алпски и планински екосистеми су подложни климатским променама, али је статус очуваности генерално бољи у алпском него у континенталном региону. Уочено је побољшање статуса очувања врста и станишта, углавном због пројеката очувања инвазивних врста.

#### Шуме
Аустрија има 4 милиона хектара шума, које покривају скоро 50% националне територије. Шуме се састоје од око 80% шума са дрветом за производњу, а остатак, око 20%, су заштитне шуме. Површине шума су се повећале, углавном у Алпима, током последњих деценија. Процењује се да програми пошумљавања изазивају губитак важних еколошких станишта. 53 од 93 типа шумских биотопа налазе се на црвеној листи и процењено је да су угрожени. Низијске шуме су више угрожене од шумских подручја на вишим надморским висинама.
Смрча је најчешћа врста дрвећа. Смрче нису добро прилагођене повишеним температурама и подложне су топлотном стресу. У климатској студији коју је спровео WWF Аустрија, услови за смрче у областима око Милфиртела и Валдфиртела би се погоршали због очекиваног смањења падавина и стреса од суше. Према WWF, области око Штајерске, јужни Бургенланд у источној Аустрији и Дунавски регион такође би били посебно осетљиви на загревање. У овим регионима утицај климатских промена био би толико екстреман да се очекује да ће шумарство бити немогуће на одржив начин, или чак уопште.
Климатске промене доводе до тога да многи шумски екосистеми доживљавају стрес због мање падавина и/или повишених температура. Екстремни догађаји као што су олује постају све чешћи, што доводи до ширења најезде штеточина. Како стрес на четинарске шуме чини шуме рањивијим на штеточине, поткорњак има користи од повећања температуре. Поткорњак се брзо шири и паразитира на оморикама, правећи велике штете и излажући их још већем стресу, угрожавајући их.
Стабла букве имају користи од виших температура и прете да замене шуме смрче као најдоминантније дрво.
Свеукупно повећање температуре и измењени обрасци падавина довешће до продужења сезоне раста (а самим тим и потенцијалне евапотранспирације), топлотног стреса за многе врсте и стреса на дрвећу које је прилагођено за краћу промену сезоне.

### Биодиверзитет
Генерално, климатске промене ће утицати на биодиверзитет ширењем термофилних организама, топљењем и самим тим смањеним глечерима, фазним померањем аутохтоних врста, измештањем врста прилагођених хладнијим климатским условима, и ширењем страних и инвазивних врста. Очекује се да ће се број страних врста у Аустрији повећати. Стране врсте су оцењене као једна од најважнијих претњи за очување типова станишта. У 2009. години, документовано је око 2000 неаутохтоних врста, од којих је 90 процењено да представљају претњу за очување природе.
Низијски екосистеми, укључујући језера и реке, поплавне шуме, висока травната вегетација и суви травњаци су екосистеми на које углавном утичу неофите. Највећи утицај на аустријске екосистеме имају стране врсте које су или доминантне и надмашују домаће врсте или су паразитске на аутохтоним врстама важним у екосистемима, као што су инсекти или гљиве које паразитирају на дрвећу. Брзорастуће дрвеће попут багрема (Robinia pseudoacacia) и високог биља попут јапанске Reynoutria japonica су примери врста које угрожавају екосистеме надмашујући домаће врсте.
Процењује се да је 46% аутохтоних врста риба угрожено. Аустријска риба је погођена прекидима речног континуитета као што су електране, бране, пловидба, колебања нивоа воде, мере заштите од поплава, захватање воде, промене у режимима отицања и таложења и ојачање обала. Загађење такође утиче на аустријску рибу, али у мањој мери. На спектар рибљих врста утиче риболов, углавном рекреативни, утичући на отпорност водене биоценозе. Очекује се да ће промена образаца падавина и температура изазвати промене у обрасцима миграције водоземаца. До 2014. ранија миграција због повишених температура још није могла бити верификована, иако се очекује да ће се десити како се температуре даље повећавају. Падавине заједно са температуром су фактор миграције. Различите врсте водоземаца мигрирају у различитим условима и стручњаци предвиђају такозване „климатске победнике“, попут зелене жабе, и „климатске губитнике“, попут шумске жабе.

## Утицаји на људе

### Економски утицаји
Интердисциплинарни истраживачки програм COIN (Cost of Inaction - Assessing Costs of Climate Change for Austria) проценио је економске утицаје климатских промјена у Аустрији у 2015. години. Очекује се да ће климатске промене коштати Аустрију у просеку 4,2 до 5,2 милијарде евра годишње током 2050-их, под претпоставком средњег климатског сценарија, међутим тежи сценарији предвиђају трошкове до 8,8 милијарди евра годишње.

#### Пољопривреда
У просеку се очекује да ће потенцијални приноси усева расти због климатских промјена, узрокованих вишим температурама и повећаном доступношћу СО2 за биљке. Ефекти на усеве у великој мери зависе од локације. На западу Аустрије, где су количине падавина велике, услови ће постати повољнији, док ће у сушнијим крајевима бити већи ризик од губитка усева на истоку због мање падавина и повећања сушних периода. Већа учесталост екстремних временских појава угрожава и усеве. Новчана корист од већих приноса усева могла би да се преокрене потребом за већим инвестиционим издацима и променом користи екосистема, пошто климатске промене могу утицати на опрашиваче и природну контролу штеточина.
Панонски басен на истоку и висоравни гранита и гнајса су места где се највише практикује пољопривреда у Аустрији. Еколошка ситуација пољопривреде је оцењена као добра са високим уделом органских фарми, али је учешће у агро-еколошким мерама ограничено, како због природних климатских услова тако и због воље пољопривредника.
Поред еколошких изазова, на врсте и станишта такође утичу пољопривредни трендови који показују повећану величину обрадивих поља, раст стоке по газдинству и све већу употребу пестицида и ђубрива.

#### Шумарство
Процењује се да ће се продуктивност шума смањити. Дужи вегетацијски периоди због виших температура могли би довести до повећања шумског земљишта у планинским шумама, али у целини негативни ефекти дужих сушних периода, јаких ветрова и појачаног узнемиравања поткорњака у топлим летима имају превелику тежину и захтевају улагања у очување шума.

#### Туризам
Климатске промене ће имати значајан утицај на туризам у Аустрији, смањујући број посетилаца, посебно зими. Туризам је важан привредни сектор, који доприноси 6% бруто домаћег производа Аустрије (2012). Иако би летњи туризам могао да профитира од климатских промена због топлијих температура и мање кише, негативни утицаји смањеног броја туриста зими преовладавају. Мање снега и мање дана са снежним покривачем могли би да доведу до губитка од 600.000 до 1,5 милиона ноћења годишње зими. Умерене климатске промене и социо-економска рањивост значиле би трошкове од 210 милиона евра годишње у периоду 2036-2065. Узимајући у обзир везе са другим привредним секторима, очекује се да ће укупни економски губици бити већи за више од 60%.

#### Транспортна инфраструктура
Поплаве, испирање, клизишта и муљ изазвани обилним падавинама наносе озбиљну штету аустријској путној мрежи и коштала су државу 18 милиона евра у 2014. Очекује се да ће повећана учесталост ових догађаја услед климатских промена и све веће ширење и повезивање путне мреже повећати ове трошкове до просечно 40 милиона евра годишње у периоду 2036–2065. Иако би грађевински сектор могао да профитира од неопходних радова на одржавању, трошкови за целу аустријску привреду су три пута већи од трошкова одржавања.

#### Управљање катастрофама
Постоји научни консензус да ће климатске промене повећати учесталост, као и да је интензитет поплава и великих вода историјски представљао огроман климатски ризик за Аустрију и проузроковали озбиљну штету. На пример, трошкови штете од поплава 2003. године процењују се на 3 милијарде евра. Екстремне временске појаве је тешко предвидети, а ефекат климатских промена то додатно отежава, али различити приступи процени новчане штете од поплава у Аустрији очекују да ће она порасти. У зависности од модела, очекиване просечне годишње штете достижу од 430 до 1146 милиона евра годишње у периоду 2036-2065.

### Утицаји на здравље
Људи у Аустрији ће бити изложени повећаном топлотном стресу због климатских промена, а најугроженија ће бити старија популација. Више топлотних дана и дужи топлотни периоди довешће до значајног пораста здравствених проблема и смрти повезаних са топлотом. Бројеви зависе од социо-економске рањивости и посебно од јачине климатских промена. Уз умерене климатске промене и рањивост, очекује се да ће број смртних случајева изазваних топлотом достићи у просеку 1060 годишње у периоду 2036-2065. У периоду 2003-2012 овај број је био 240 годишње. Песимистичнији сценарији предвиђају до скоро 3000 смртних случајева повезаних са топлотом годишње у периоду 2036-2065. Поред тога, периоди екстремних врућина изазивају функционалност здравственог система са вршним оптерећењима.

## Адаптација

### Приступи адаптације
Аустријска стратегија прилагођавања има за циљ да подржи регионе и општине да се припреме за последице климатских промена и спроводе мере прилагођавања у складу са критеријумима за добру адаптацију. Систематска евалуација успешности одабраних мера прилагођавања врши се сваких пет година. Важни елементи ове стратегије су наука и истраживање, јер је, према извештају Владе  потребно интегрално знање за спровођење разумних и хитно потребних политичких, економских, еколошких и друштвених решења. Тренутна главна стратегија је подизање свести на свим нивоима, као и изградња инфраструктуре предострожности због очекиване учесталости екстремних временских појава.

### Ефекат закључавања
Да би се зауставило ширење Ковида-19 2020. године, предузете су мере као што су ограничавање мобилности људи и смањење економских активности. Ове промене у свакодневном животу довеле су до наглог смањења антропогених емисија СО2 у урбаним срединама широм света. На врхунцу кризе дневне емисије СО2  су пале за 17% широм света. То показују и анализе података бечке истраживачке станице. Међутим, према научницима, смањење гасова стаклене баште и загађивача ваздуха мало ће утицати на загревање планете.

### Адаптација туризма
У аустријском туризму климатске промене утичу на зимски и летњи туризам. Климатске промене утичу на понашање на путовању и доносе промене у потребама гостију. У овом контексту, главна брига је пронаћи алтернативу за очекиване губитке зими. Зато треба интензивније промовисати летњи и градски туризам. У том контексту аустријски туризам жели да успостави „париски стил живота“. У овом контексту, „стил живота у Паризу“ значи одабир начина живота на одмору и током путовања који доприноси испуњавању климатских циљева договорених у Паризу. Реч је о размишљању и деловању на климатске промене приликом резервације, приликом путовања, при избору смештаја, гастрономије, развоја производа, али и у оперативним мерама обнове итд. Ова визија такође укључује идеју да ће одмор у Аустрији у будућности бити водећи одмор који ће импресионирати богатством искустава с једне стране и мерама избегавања и прилагођавања климатским променама са друге, у свим различитим понудама. Одмор у Аустрији требало би да буде позив да се свесно живи „париски стил живота“ и да се кући понесу импулси за животом који је прихватљив за климу.

## Ублажавање

### Политика и законодавство
Аустријска влада је у свом коалиционом споразуму за период од 2020. до 2024. године ставила посебан нагласак на климу. Ово је делимично због учешћа еколошке партије Зелени, поред конзервативне странке - Аустријске народне партије - у влади. Циљеви укључују климатску неутралност до 2040. године у складу са Париским климатским споразумом, као и унапређење климатске и енергетске политике у Европи и свету оријентисане на напредак, енергетско планирање усмерено на заштиту климе и повећање буџета Фонда за климу и енергију. Ови циљеви треба да се конкретизују, између осталог, кроз ширење обновљивих извора енергије, план укидања фосилних извора енергије у области грејања простора, ангажовање против електрана на угаљ и нуклеарних електрана, дигитализацију и биоекономију.

### Међународна сарадња
Протокол из Кјота– 1997. године, индустријализоване земље су се обавезале да ће смањити емисију угљен-диоксида за 5% до 2012. године, у поређењу са нивоима из 1990. године. Ово се односило на индустријализоване земље, а не земље у успону и земље у развоју, једино САД нису учествовале. Аустрија је у Кјоту обећала смањење од 13% у односу на 1990. годину, али су њене емисије у 2012. биле веће него 1990. године. Због тога је морала да купи додатне сертификате о емисији, што се такође може посматрати као казна. Државе ЕУ у целини су постигле циљ из Кјота.
Париски споразум – Париски споразум из 2015. године  укључује 193 земље (192 земље и Европску унију), при чему га САД напуштају 2017. и поново улазе 2021. године. Циљ овог споразума је да се глобално загревање ограничи на испод 2 °C у поређењу са пред-индустријским нивоима. Париски споразум је прихваћен у децембру 2015. године и ступио је на снагу 4. новембра 2016. године. То је први правно обавезујући споразум на глобалном нивоу који садржи обавезе за све државе потписнице у вези са акцијама заштите климе. Аустрија се обавезала да ће постати климатски неутрална најкасније до 2050. године, без употребе нуклеарне енергије. То значи да ће се емисије гасова стаклене баште приближити нули. Преостале емисије ће се смањити хватањем угљеника у природним захватима (шуме, земљиште) и трајном секвестрацијом у производима или техничким складиштењем.

## Активизам

### Климатска петиција 2020
Климатска петиција („Klimavolksbegehren“) је независна и нестраначка иницијатива коју су покренули многи волонтери који желе да се заједно супротставе климатској политици. Подржавају га и многи други волонтери, бројне невладине организације, иницијативе цивилног друштва и познате личности. Визија иза овога је да Аустрија буде узор у заштити климе. Ова заштита климе се не посматра као одговорност појединаца, већ као одговорност друштва у целини. Политика треба да створи правни оквир за то. Циљ је да се деци обезбеди праведна будућност вредна живљења.
Захтеви иницијативе укључују право на заштиту климе у уставу, обавезујући, научно заснован СО2  буџет у закону о заштити климе, канцеларију за ревизију климе која проверава усклађеност са СО2 буџетом, проверу закона и прописа, праве трошкове и реформу еко-социјалног пореза. Период потписивања је био од 22. до 29. јуна 2020. године у Аустрији. Петиција је сакупила укупно 380.590 потписа, што је 5,96 одсто бирача са правом гласа. Владајуће странке Аустријска народна партија и Зелени су у пролеће 2021. донеле резолуцију о спровођењу захтева климатске петиције.

### Климатски покрет
У Аустрији су активне различите локалне групе. Омладинске групе Петком за будућност редовно организују климатске протесте у Аустрији. У климатским штрајковима у септембру 2019, између 65.000 и 150.000 људи протестовало је за бољу климатску политику, међу њима 30.000 до 80.000 у Бечу и 16.000 до 18.000 у Инзбруку. Активистичка група „Промена система, а не климатске промене“ организовала је неколико акција за заштиту климе, међу којима је и ремећење говора бившег аустријског канцелара Себастијана Курца на Аустријском светском самиту у Бечу 2018.

### Јавно мњење
У истраживању јавног мњења Еуробарометра о климатским променама објављеном у септембру 2008. године, 90% аустријских испитаника сматра да су климатске промене озбиљан проблем. У 2019. 86% испитаника је рекло да је то озбиљан проблем, испод просека 28 земаља чланица ЕУ.